# Michael Johns
Michael John Lee (Perth, Austrália, 20 de Outubro de 1978 - Tustin, Califórnia, Estados Unidos, 1 de Agosto de 2014), mais conhecido como Michael Johns foi um cantor australiano.

## Carreira
Michael Johns viajou de Austrália aos Estados Unidos para ser um cantor.

## American Idol
Michael Johns ficou em 8º lugar na 7ª temporada de American Idol e cantou os temas clássicos de The Doors, Fleetwood Mac, Simple Minds, The Beatles, Queen, Dolly Parton e Aerosmith.

## Pós-American Idol
Depois de ter acabado com a 7ª temporada de American Idol, Michael Johns gravou a música Heart on My Sleeve do álbum Hold Back my Heart.

## Vida Pessoal
Michael Johns casou com a sua mulher, Stacey Vuduris de 2007 a 2014.

## Morte
Michael Johns morreu no dia 1 de Agosto de 2014, ele tinha 35 anos e morreu de uma cardiomiopatia dilatada.